# Doležalův dvorec (Nový Bydžov)
Barokní budova tzv. Doležalova dvorce se nalézá na třídě Čsl. armády ve městě Nový Bydžov v okrese Hradec Králové. Barokní stavba z konce první třetiny 18. století s novobarokní přístavbou představuje poslední příklad předměstské barokní dvorcové zástavby se zachovalou obytnou budovou na Chlumecku a Novobydžovsku. Budova je chráněna jako kulturní památka ČR. Národní památkový ústav tuto budovu uvádí v katalogu památek pod rejstříkovým číslem ÚSKP 46264/6-668.

## Historie
Doležalův dvorec byl postaven v barokním slohu v době kolem let 1720–1730. Později byl klasicistně a novobarokně upravován. Majitel Jan B. Doležal postavil v jižní části zděný cihlový dům. Do dnešní doby se dochoval pouze hlavní obytný objekt, vjezdová brána a část zděného plotu v ulici Dr. M. Tyrše. V současné době probíhají práce na rekonstrukci dvorce.

## Popis
Původně uzavřený dvorec sestává z patrové budovy čp. 103 s mansardovou střechou krytou bobrovkami, zabírající čelní stranu pozemku do ulice Čs. armády. Budova má bohatě plasticky členěnou fasádou včetně dochovaných historických oken. Po její levé straně je připojena zděná oblouková trojosá vjezdová brána s bočními brankami s bohatě členěnou fasádou. Památkově chráněná je část ohradní zdi, spojující oba domy v boční ulici. 

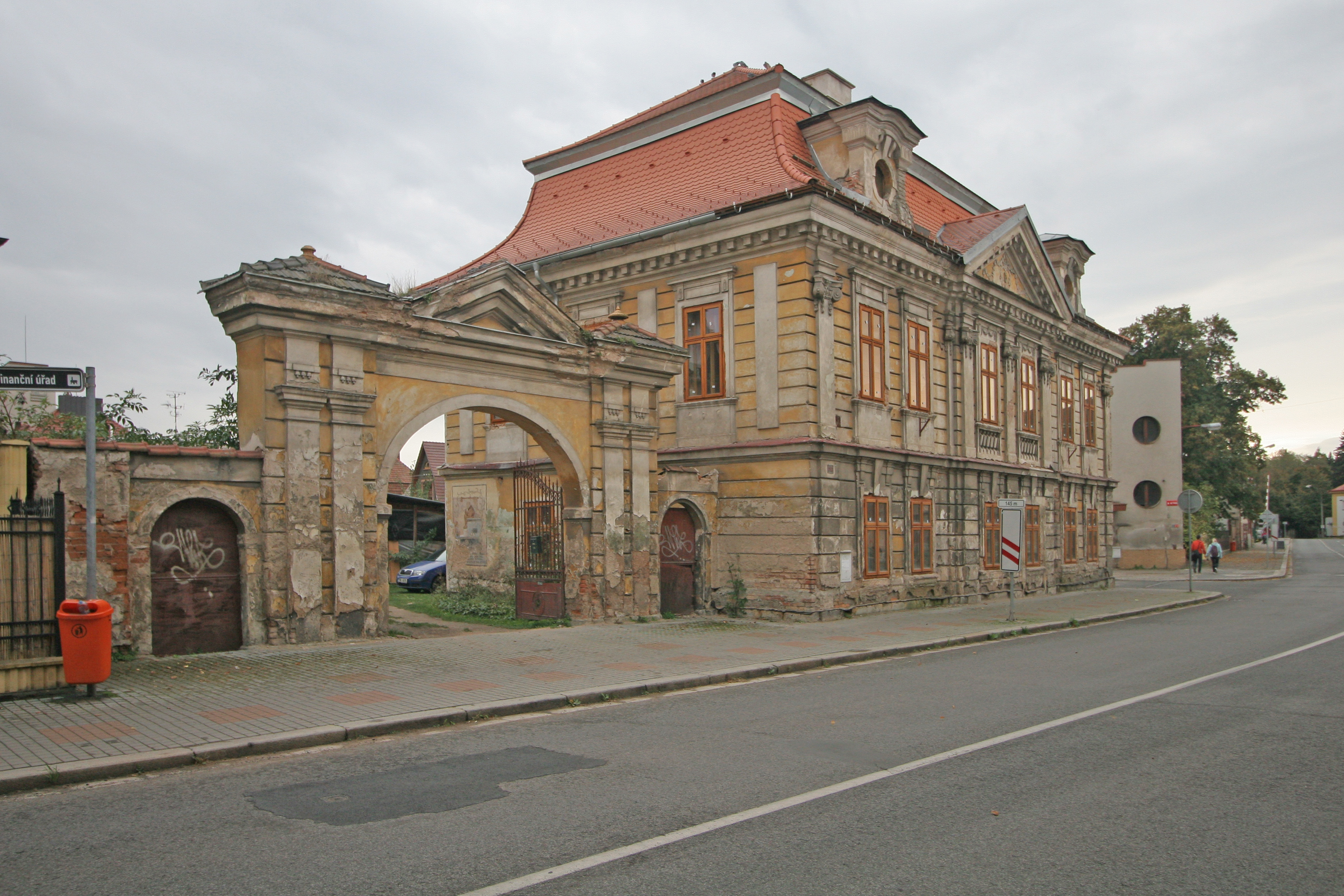
Doležalův dvorec (Nový Bydžov)
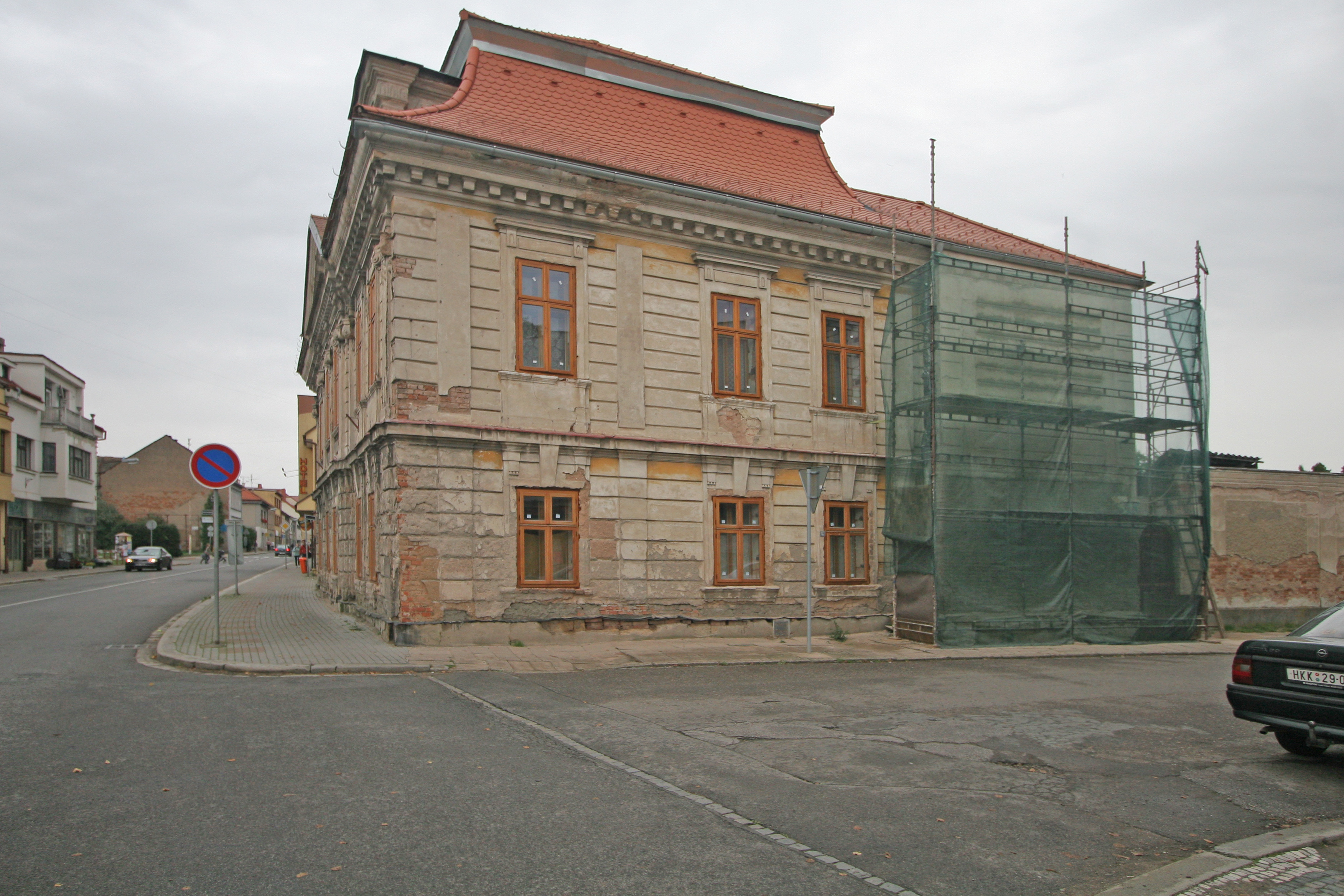
Doležalův dvorec (Nový Bydžov)